# Carson, Pirie, Scott and Company Building
Els magatzems Carson, antigament conegut com a Carson, Pirie, Scott and Company Building o Carson, Pirie, Scott and Company Store, és un edifici comercial al número 1 de South State Street a la cantonada d'East Madison Street a Chicago, Illinois. Louis Sullivan el va dissenyar per a l'empresa minorista Schlesinger & Mayer el 1899 i més tard el va ampliar abans que H.G. Selfridge & Co. comprés l'estructura el 1904. Aquesta empresa va ocupar l'estructura només unes setmanes abans de vendre l'edifici (el terreny que hi havia sota) era propietat en aquell moment de Marshall Field a Otto Young, que després el va llogar a Carson Pirie Scott per 7.000 dòlars al mes, que va ocupar l'edifici durant més d'un segle fins al 2006. Les addicions posteriors van ser completades per Daniel Burnham el 1906. i Holabird & Root el 1961.

## Context històric
Chicago, a mitjans del segle xix, era una ciutat amb edificis bàsicament construïts de fusta. L'any 1871 un incendi va dessolar gran part de ciutat, i els edificis d'aquesta conseqüentment. Gràcies a aquest accident, la ciutat va experimentar una renovació i reconstrucció marcada per la revolució industrial i l'aparició de nous materials, com el ferro.
Malgrat l'edifici porta el nom de Carson Pirie Scott, primer fou comprat per l'empresa Schlesinger & Meyer.
L'any 2006 es van dur a terme importants renovacions, per l'empresa Joseph Freed & Associates. Dos anys més tard, es va llençar un segon projecte de renovació de la façana principal, des de State Street fins a Wabash Avenue. Part d'aquest projecte fou finançat des de l'ajuntament de Chicago.
La seva construcció es repartir en tres fases: el 1899 la primera i fins al 1901 la segona. L'última, dirigida pel constructor Daniel Burham & Company els anys 1903-1904 es considera una ampliació, i es van respectar els plànols de Sullivan.

## Anàlisi
Els nous materials com el formigó armat van autoritzar la construcció d'uns pilars que suporten el pes de l'edifici i al seu torn alliberen les parets, el mur, d'aquest i permet l'obertura de grans finestrals. Aquests pilars, a l'interior de l'edifici, van ser decorats amb capitells.
La planta és regular, amb un predomini constant de la línia recta que es contraposa amb la monumental cantonada, on es troba l'entrada principal.
Tot l'edifici segueix el mateix patró de construcció, basat en la repetició d'un mateix mòdul. La part superior es tanca amb una coberta plana.
Les finestres de Chicago, tal com van ser anomenades, permeten la penetració de la llum, i creen a l'interior una sensació diàfana. Així doncs interior i exterior estan connectats.
Quant als elements decoratius de l'edifici, a l'entresòl i a la primera planta hi ha grans aparadors de vidre decorats amb un bandes d'ornamentació naturalista, amb sanefes de flors, fulles d'acant i bandes espirals, que recorden a la decoració pròpia del modernisme.

## Significat i funció
Per entendre l'obre de Sullivan, cal conèixer el pensament de l'arquitecte. La seva cèlebre màxima fou la forma segueix la funció. És a dir, prioritzaven la funcionalitat de l'edifici, i la construcció doncs s'ajustava a les necessitats d'aquest. Aquesta idea serà la llavor del funcionalisme europeu posterior.
| « | Totes les coses tenen una forma natural. Ara bé, s'ha d'afegir, que la forma, la fisonomia exterior, ens diu qui som, i això és el que ens diferencia a nosaltres mateixos dels altres. | » |

Amb aquestes paraules Sullivan expressa com la forma exterior reflecteix part de l'interior. Doncs suggereix que la fisonomia exterior estarà sotmesa a les funcions que reclama l'interior d'un edifici, és a dir, que s'ajustarà i canviarà segons les necessitats. En aquest edifici, Sullivan manté el decorativisme ornamental de l'arquitectura modernista. Malgrat la funció de l'edifici respon a la utilitat d'un espai ample pel comerç, també té la funció simbòlica de convertir-se en un símbol de la ciutat i la burgesia nord-americana emergent.

## Biografia
- «p. 7». A: Joseph Siry, University of Chicago Press. Carson Pirie Scott: Louis Sullivan and the Chicago Department Store.  Joseph Siry, University of Chicago Press.
- Twombly, Robert C. Louis Sullivan: His Life and Work.  University of Chicago Press, 1987. ISBN 0226820068, 9780226820064.
- Frank Lloyd Wright On Architecture: Selected Writings (1894-1940), Frederick Gutheim, ed., Grosset's Universal Library, 1941, p. 181